# Von Wachenfeldt
von Wachenfeldt, (även von Wachenfelt, uttal: fånn wackenfält) är en svensk adelsätt. Ätten adlades 1688 och introducerades 1723 som adlig ätt nummer 1743. Namnet bärs även av icke-adliga grenar av släkten.

## Historik
Släkten härstammar från orten Wachenhausen vid Northeim i Hannover. Ättens äldste kände stamfader var Carl Wachenhusen som föddes år 1600 i Northeim, På Wallensteins befallning blev han pastor i Granzin 1628. Bodde 1637–1641 med hustru och barn först i Schwerin, sedan i Holstein. Han avled 1669-06-29 i Granzin.
Hans son, majoren vid kavalleriet sedermera överstelöjtnanten David Friedrich Wachenhausen (född 1634 och död före 1702), kom i svensk tjänst 1656 och adlades 18/6 1688 på Stockholms slott av kung Karl XI med namnet von Wachenfeldt. Sönerna introducerades 15/10 1723 under nuvarande nr 1743. En gren av första yngre grenen överflyttade i början av 1900-talet till USA och fortlever där. Fjärde yngre grenen överflyttade officiellt till Norge 1891 och fortlever där. En oredovisad gren därav överflyttade 1924 till Kanada och fortlever där. Två andra oredovisade grenar har också på 1890-talet överflyttat till Norge och kan fortleva där. Vissa ättemedlemmar skriver sig von Wachenfelt.
Enligt Skatteverket fanns det den 31 december 2024 följande antal personer bosatta i Sverige med stavningsvarianterna
- von Wachenfeldt 306
- von Wachenfelt 41
- Wachenfeldt 2

Totalt blir detta 349 personer.

## Kända medlemmar av ätten
- David Fredrik von Wachenfeldt (1687–1735), militär
- Miles von Wachenfelt (1887–1986), lantbruksråd och diplomat
- Bertil von Wachenfeldt (1908–1995), idrottsman och journalist
- Ireen von Wachenfeldt (född 1950), politiker ingift i den icke-adliga grenen
- Ebba von Wachenfeldt (född 1959), glaskonstnär
- Thomas von Wachenfeldt (född 1979), riksspelman, kompositör och arrangör